# The Activision Decathlon
The Activision Decathlon (in Australië en Duitsland uitgebracht als Decathlon) is een sportspel van Activision uit 1983. Het spel werd uitgebracht voor de Atari 2600, Atari 5200, Atari 8 bit-familie, ColecoVision, Commodore 64 en de MSX. Later werd het spel opnieuw uitgegeven door het Britse computerspelbedrijf Firebird, ditmaal onder de naam Decathlon. Tevens verscheen het spel op het verzamelpakket Activision Anthology.
Op 28 juli 2010 verscheen het spel in de Game Room van Microsoft als onderdeel van het verzamelpakket Game Pack 007. Hierdoor kwam het spel beschikbaar voor de Xbox 360 en het besturingssysteem Windows.

## Evenementen
De volgende atletische evenementen zijn in het spel beschikbaar:
- 100 meter
- 400 meter
- 1500 meter
- 110 meter horden
- Discuswerpen
- Hoogspringen
- Kogelstoten
- Polsstokhoogspringen
- Speerwerpen
- Verspringen

## Platforms
| Jaar | Platform                                                 |
| ---- | -------------------------------------------------------- |
| 1983 | Atari 2600                                               |
| 1984 | Atari 5200, Atari 8-bit, ColecoVision, Commodore 64, MSX |

## Ontvangst
| Beoordeeld door                     | Platform     | Datum             | Score |
| ----------------------------------- | ------------ | ----------------- | ----- |
| TeleMatch                           | Atari 2600   | november 1983     | 100%  |
| Your Commodore                      | Commodore 64 | november 1984     | 80%   |
| All Game Guide                      | Atari 2600   | 1998              | 80%   |
| Computer and Video Games (CVG)      | Commodore 64 | oktober 1984      | 80%   |
| Digital Press - Classic Video Games | Atari 2600   | 26 september 2004 | 80%   |
| Zzap!                               | Commodore 64 | juni 1987         | 76%   |
| The Video Game Critic               | Atari 2600   | 7 februari 2002   | 67%   |
| All Game Guide                      | ColecoVision | 1998              | 60%   |
| The Video Game Critic               | Atari 5200   | 18 juni 2011      | 58%   |
| Tilt                                | MSX          | juli 1985         | 50%   |